# Cipreste-sawara
A Chamaecyparis pisifera ou cipreste-sawara (que inclui as variedades cultivares designadas vulgarmente por Tuia-azul, tuia-macarrão) é uma árvore conífera da família Cupressaceae, espontânea no centro do Japão.

## Características
É uma árvore de crescimento lento que chega a atingir a altura de 35 metros e um tronco de 1 metro de diâmetro. Tem casca castanha-avermelhada. As suas folhas assemelham-se a escamas, de 2 a 4 mm de comprimento, com extremidades pontiagudas (ao contrário das extremidades grossas do cipreste anão de Hinoki, Chamaecyparis obtusa, que pertence ao mesmo género), verdes na página superior e com uma banda estomática branca na página inferior de cada folha escamiforme. Os seus frutos estão dispostos em estróbilos globosos, de 4 a 8 mm de diâmetro, com 6 a 10 escamas dispostas em pares opostos. Um cipreste semelhante, espontâneo da Formosa, o cipreste da Formosa, Chamaecyparis formosensis, difere da tuia azul pelos seus estróbilos ovóides, com 6 a mm de comprimento e 10 a 16 escamas. Suas folhas contém diterpenos fenólicos e ácido pisiférico como constituintes majoritários.

## Uso

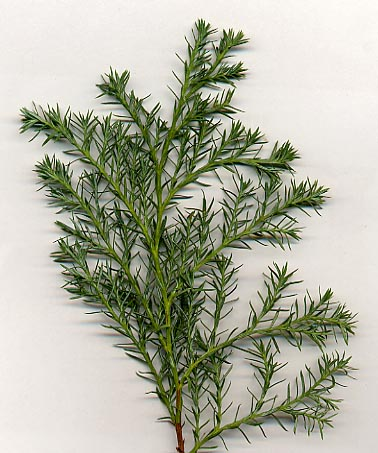
Folhas juvenis em forma de agulha da variante cultivar "Boulevard"

É cultivada no Japão pela sua madeira de excelente qualidade. É usada como material de construção para palácios, templos, santuários, saunas e no fabrico de caixões. A madeira tem um odor a limão, tem brilho e tem grã direita, muito resistente ao apodrecimento.
É também popular enquanto árvore ornamental em parques e jardins, no Japão e noutros países de clima temperado, incluindo Europa ocidental e algumas regiões da América do norte. Existe uma grande quantidade de variedades cultivares usadas em jardinagem, incluindo formas anãs, com folhagem amarelada ou azul-esverdeada, ou com folhas juvenis com a forma de agulhas. As formas cultivares mais frequentes incluem a 'Plumosa', 'Squarrosa' e 'Boulevard'.